# Anthony Davis (pianiste)
Pour les articles homonymes, voir Anthony Davis et Davis.
Anthony Davis est un pianiste et compositeur de jazz et de musique classique américain né le 20 février 1951 à Paterson (New Jersey).
Il a notamment composé des opéras (Under the Double Moon, 1989; Tania, 1992; Wakonda's Dream, 2007) dont certains sont consacrés à la question noire : X : The Life and Times of Malcolm X (création à Philadelphie en 1985) et Amistad (créé à Chicago en 1997 et revu ensuite pour le festival de Spoleto (Etats-Unis) en 2008). Central Park Five concernant l'Affaire de la joggeuse de Central Park a reçu le prix Pulitzer de musique en 2020.